# Rock and Roll Music (EP)
Rock And Roll Music è un EP dei Beatles pubblicato in Giappone il 5 marzo 1965 dalla Odeon con il numero di serie OP 4061.

## Tracce
Lato A
1. Rock and Roll Music (Berry)
2. Eight Days a Week (Lennon-McCartney)

Lato B
1. Mr. Moonlight (Johnson)
2. Kansas City/Hey-Hey-Hey-Hey! (Leiber-Stoller/Penniman) [1]

## Formazione
- John Lennon: voce nelle tracce 1, 2 e 3, chitarra ritmica acustica nelle tracce 1 e 2, battimani nella traccia 2, cori nella traccia 4, chitarra ritmica
- Paul McCartney: voce nella traccia 4, battimani nella traccia 2, organo Hammond nella traccia 3, cori, basso elettrico
- George Harrison: cori, battimani nella traccia 2, tam-tam nella traccia 3, cori, chitarra solista
- Ringo Starr: battimani nella traccia 2, percussioni nella traccia 3, batteria
- George Martin: pianoforte nelle tracce 1 e 4[2][3][4][5]